# Кенан Колашинац
Кенан Колашинац (Нови Пазар, 28. марта 1969) српски је фудбалски тренер и бивши фудбалер. Тренутно води екипу Тутина у Српској лиги Запад.

## Каријера
Колашинац је као фудбалер наступао за Нови Пазар, краљевачку Слогу, Слогу Југомагнат и Шкендију из Скопља и Кораб из Дебра.
Тренерску каријеру започео је у млађим селекцијама Новог Пазара. Тренирао је и сениорски погон у тадашњој Другој лиги Србије и Црне Горе, али је због забране вођења екипе без ангажмана био наредне две године. Касније је преузео екипу Јошанице у сезони 2008/09, када је освојила друго место на табели Рашке окружне лиге, а затим кроз бараж обезбедила повратак у зонско такмичење. Следеће сезоне био је помоћник Есада Каришика у Аполонији Фјера. У августу 2011. постао је тренер Ибра из Рожаја, који је током дела сезоне предводио у Другој лиги Црне Горе. Јошаницу је опет преузео у сезони 2012/13, са њом освојио прво место на табели Зоне Морава и изборио пласман у виши степен такмичења. Екипу је водио и на почетку наредне сезоне у Српској лиги Запад, али је исту такмичарску годину завршио као тренер Полимља из Пријепоља у Зони Дрина. Наредне три сезоне водио је Слогу из Сјенице у истом такмичењу. Пред почетак сезоне 2017/18. поново је именован за шефа стручног штаба Јошанице, са којом је поновио успех од пре неколико сезона и увео је у Српску лигу Запад. После две и по сезоне континуитета са Јошаницом, Колашинац је по други пут изабран за тренера првог тима Новог Пазара. Ту је провео нешто мање од годину дана, а затим је поднео оставку. На клупу суперлигаша вратио се 10 месеци касније, док је у међувремену водио Јошаницу. Екипу Новог Пазара водио је на 5 утакмица, после чега га је на клупи заменио Драган Радојичић. Колашинац је почетком 2022. именован на функцију спортског директора клуба. Пред почетак такмичарске 2022/23. преузео је екипу Тутина.
Најчешће користи систем 3-5-2.

## Трофеји, награде и признања
Јошаница
- Зона Морава (2): 2012/13, 2017/18.[28]